# Jan-Carl Raspe
Jan-Carl Raspe (* 24. Juli 1944 in Seefeld in Tirol; † 18. Oktober 1977 in Stuttgart) war ein deutscher Terrorist und eines der führenden Mitglieder der ersten Generation der Rote Armee Fraktion (RAF). Er war an fünf Bombenanschlägen mit vier Todesopfern beteiligt, wurde 1972 verhaftet und starb 1977 durch Suizid in der Haft.

## Leben

### Jugend und Studentenzeit
Jan-Carl Raspe wurde als Sohn eines Fabrikanten geboren. Sein Vater starb 1944, noch vor seiner Geburt. Mit seinen beiden älteren Schwestern wurde Jan-Carl von seiner Mutter und zwei Tanten aufgezogen. Als Kind lebte er in Ost-Berlin, nach 1961 bei Verwandten in West-Berlin. 1963 bestand er das Abitur und studierte anschließend an der Freien Universität zunächst Chemie, später Soziologie. Er wurde als sanftmütig beschrieben, hatte aber kommunikative Schwierigkeiten.
1967 trat Raspe dem Sozialistischen Deutschen Studentenbund (SDS) bei und wurde Mitbegründer der Kommune 2. Später schloss er sein Studium mit dem Diplom ab und zog mit seiner Freundin Marianne Herzog zusammen, die mit Ulrike Meinhof befreundet war.

### RAF-Aktivitäten
1970 wurde ihre Wohnung zunächst zu einem Zufluchtsort der Gruppe, bald nahmen sie jedoch auch an Aktionen der Rote Armee Fraktion teil. Raspe hatte Fähigkeiten auf technischem Gebiet. Mutmaßlich fertigte er die Bomben für die Mai-Offensive 1972. In jenem Jahr war Raspe an fünf Sprengstoffanschlägen beteiligt, durch die vier Menschen getötet und über 50 verletzt wurden. Außerdem war er an mindestens einem Banküberfall in Berlin und einem Einbruch zum Dokumentendiebstahl in Stuttgart beteiligt.

### Haft, Verhandlung und Tod

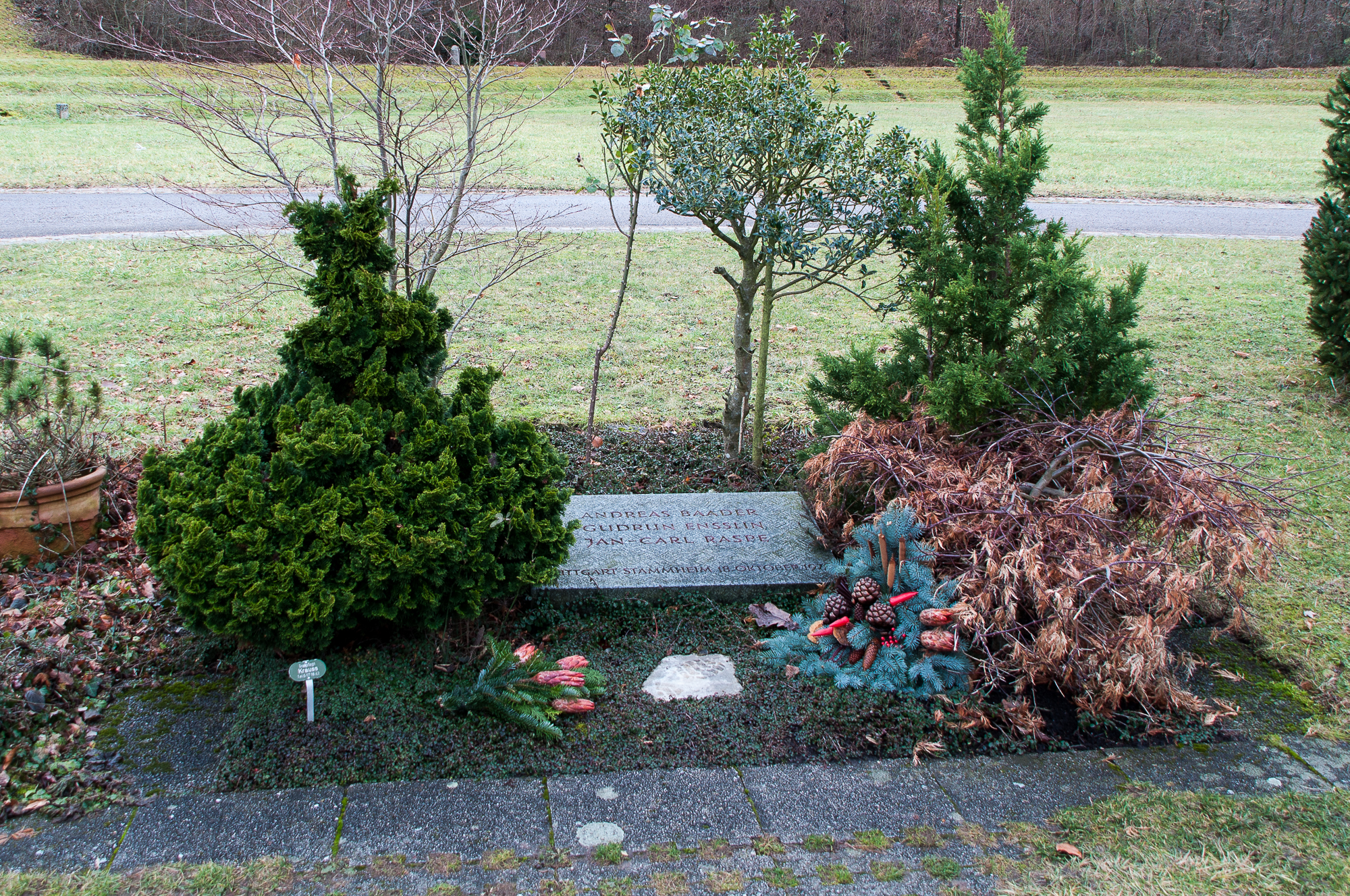
Grabstätte von Andreas Baader, Gudrun Ensslin und Jan-Carl Raspe auf dem Dornhaldenfriedhof in Stuttgart-Degerloch

Raspe wurde am 1. Juni 1972 zusammen mit Andreas Baader und Holger Meins in Frankfurt am Main verhaftet. Nach seiner Festnahme 1972 war er zunächst in Köln-Ossendorf inhaftiert und wurde schließlich im Herbst 1974 in die JVA Stuttgart-Stammheim verlegt. Raspe wurde am Morgen des 18. Oktober 1977 nach der Todesnacht von Stammheim schwer verletzt in seiner Zelle aufgefunden, nachdem er sich mit einer Pistole in den Kopf geschossen hatte. Er erlag am selben Tag seinen Verletzungen im Katharinenhospital Stuttgart. Andreas Baader und Gudrun Ensslin töteten sich ebenfalls selbst.
Der damalige Oberbürgermeister Manfred Rommel ließ Baader, Ensslin und Raspe trotz Protesten in einem gemeinsamen Grab auf dem Dornhaldenfriedhof in Stuttgart bestatten. Die Trauerfeier am 27. Oktober 1977 wurde von Bruno Streibel, damals Pfarrer der evangelischen Rosenbergkirche in Stuttgart-West, geleitet. Die Holzsärge der drei Toten wurden erst kurz vor dem Begräbnis auf den Friedhof gebracht, wobei niemandem mitgeteilt wurde, in welchem Sarg welche Leiche lag.

## Schriften
- 1. Berliner Landfriedensbruchbuch. Oberbaumpresse Berlin, (vermutlich Berlin 1967).
- Zur Sozialisation proletarischer Kinder. Verlag Roter Stern, Frankfurt am Main, 1972, ISBN 978-3-87877-037-4.
- Mit Christl Bookhagen, Eike Hemmer, Eberhard Schultz, Marion Stergar: Kommune 2. Versuch der Revolutionierung des bürgerlichen Individuums. Kollektives Leben mit politischer Arbeit verbinden. Oberbaumpresse, Berlin 1969.

## Film
- Stammheim (1986) von Reinhard Hauff mit Hans Kremer in der Rolle des Jan-Carl Raspe; nach dem Drehbuch von Stefan Aust.
- Der Baader Meinhof Komplex (2008) von Uli Edel und Bernd Eichinger mit Niels Bruno Schmidt als Jan-Carl Raspe; nach dem gleichnamigen Sachbuch von Stefan Aust.
- Stammheim – Zeit des Terrors; Dokudrama von Niki Stein und Stefan Aust, 2025